# Pseudoikedella achaeta
Pseudoikedella achaeta är en djurart som tillhör fylumet skedmaskar, och som först beskrevs av Zenkevitch 1958.  Pseudoikedella achaeta ingår i släktet Pseudoikedella och familjen Bonelliidae. Inga underarter finns listade i Catalogue of Life.